# Širinec
Širinec es una localidad de Croacia en el municipio de Križ, condado de Zagreb.

## Geografía
Se encuentra a una altitud de 113 m s. n. m. a 58,3 km de la capital nacional, Zagreb.

## Demografía
En el censo 2011, el total de población de la localidad fue de 283 habitantes.
Según estimación 2013 contaba con una población de 256 habitantes.